# Wit Studio
WIT STUDIO, Inc. (株式会社ウィットスタジオ Kabushiki-gaisha Witto Sutajio) là một xưởng phim hoạt hình Nhật Bản được thành lập vào tháng 6 năm 2012. Wit Studio hiện tại là công ty con của IG Port và có trụ sở tại Musashino, Tokyo. Các nhân viên chủ chốt trong công ty gồm nhà sản xuất George Wada từ Production I.G là chủ tịch, Nakatake Tetsuya (cũng là một nhà sản xuất của Production I.G) là giám đốc. Công ty nổi tiếng với công việc chuyển thể anime của một số tựa manga như Đại chiến Titan, Spy × Family, Vinland Saga và Vivy: Fluorite Eye's Song.

## Lịch sử
Wit Studio được thành lập vào ngày 1 tháng 6 năm 2012 bởi George Wada, một nhà sản xuất từ hãng phim Production I.G. Sau khi Wit được thành lập, một số nhân viên cũ từ Production I.G tham gia vào công ty, bao gồm đạo diễn hoạt họa Kyōji Asano và Kadowaki Satoshi, đạo diễn Tetsurō Araki, những người từng làm việc trong khâu sản xuất anime Đại chiến Titan.
Wit Studio được tài trợ với khoản đầu tư ban đầu là 30,000,000 yên Nhật từ IG Port, Wada và Nakatake. Hiện tại, số cổ phần của Wit Studio được IG Port sở hữu 66.6%, George Wada giữ 21.6% và Nakatake Tetsuya giữ 10.0%.

## Các tác phẩm

### Anime truyền hình
| Năm            | Tựa đề                            | Đạo diễn                          | Số tập     | Chú thích                                                                         |
| -------------- | --------------------------------- | --------------------------------- | ---------- | --------------------------------------------------------------------------------- |
| 2013–2019      | Đại chiến Titan                   | Araki Tetsurō Koizuka Masashi     | 59 + 8 OVA | Chuyển thể từ manga cùng tên của Isayama Hajime                                   |
| 2014–2015      | Hōzuki no Reitetsu                | Kaburaki Hiro                     | 13 + 3 OVA | Chuyển thể từ manga cùng tên của Eguchi Natsumi.                                  |
| 2015           | Rolling Girls                     | Deai Kotomi                       | 12         | Tác phẩm gốc                                                                      |
| 2015           | Owari no Seraph                   | Tokudo Daisuke                    | 24 + 1 OVA | Chuyển thể từ manga cùng tên của Kagami Takaya                                    |
| 2016           | Kōtetsujō no Kabaneri             | Araki Tetsurō                     | 12         | Tác phẩm gốc                                                                      |
| 2017–2018      | Mahō Tsukai no Yome               | Naganuma Norihiro                 | 24         | Chuyển thể từ manga cùng tên của Yamazaki Kore                                    |
| 2018           | Koi wa Ameagari no Yō ni          | Watanabe Ayumu                    | 12         | Chuyển thể từ manga cùng tên của Mayuzuki Jun                                     |
| 2019           | Kedama no Gonjirō                 | Morii Kenshirō                    | 51         | Cùng sản xuất với OLM.                                                            |
| 2019           | Vinland Saga                      | Yabuta Shuhei                     | 24         | Chuyển thể từ manga cùng tên của Yukimura Makoto                                  |
| 2020           | Great Pretender                   | Kaburaki Hiro                     | 23         | Tác phẩm gốc                                                                      |
| 2020–2021      | GaruGaku: Sei Girls Square Gakuin | Akagi Hiroaki, Takahashi Norihito | 50         | Tác phẩm gốc đồng sản xuất với OLM.                                               |
| 2021           | Vivy: Fluorite Eye's Song         | Shinpei Ezaki                     | 13         | Tác phẩm gốc.                                                                     |
| 2021-2022      | Ōsama Ranking                     | Yousuke Hatta, Makoto Fuchigam    | 23         | Chuyển thể từ manga của Tōka Sōsuke.                                              |
| 2022           | Spy × Family                      | Furuhashi Kazuhiro                | 24         | Chuyển thể từ manga của tác giả Tatsuya Endo, phối hợp sản xuất cùng CloverWorks. |
| 2022           | Onipan!                           | Ōta Masahiko                      | 12         | Tác phẩm gốc.                                                                     |
| 2023           | Ōsama Ranking: Yūki no Takarabako | Hatta Yōsuke, Fuchigami Makoto    | 10         | Câu chuyện phụ của Ōsama Ranking.                                                 |
| 2023           | Kizuna no Allele                  | Komaya Kenichiro                  | 24         | Dựa trên nữ VTuber Kizuna AI, đồng sản xuất với Signal.MD.                        |
| 2023           | Spy × Family (mùa 2)              | Furuhashi Kazuhiro                | 12         | Phần tiếp theo của Spy × Family, hợp tác sản xuất với CloverWorks.                |
| 2024           | Shikanoko Nokonoko Koshitantan    | Ōta Masahiko                      |            | Chuyển thể từ manga của Oshioshio.                                                |
| 2024           | Suicide Squad Isekai              | Osada Eri                         |            | Tác phẩm gốc dựa trên các nhân vật của DC Comics.                                 |
| Chưa thông báo | Shin Samurai-den Yaiba            | Hasui Takahiro                    |            | Chuyển thể từ manga của Aoyama Gōshō.                                             |

### Phim điện ảnh
| Năm       | Tiêu đề | Đạo diễn                       | Số phim | Chú thích                                                                         |
| --------- | --- | ------------------------------ | ------- | --------------------------------------------------------------------------------- |
| 2013      | Hal | Makihara Ryōtarō               | 1       | Tác phẩm gốc.                                                                     |
| 2014–2015 | Shingeki no Kyojin: Guren no Yumiya Shingeki no Kyojin: Jiyuu no Tsubasa                                                              | Araki Tetsurō                  | 2       | Thuật lại nội dung của mùa anime đầu tiên.                                        |
| 2015      | Shisha no Teikoku | Makihara Ryōtarō               | 1       | Dựa trên tiểu thuyết của Itō Satoshi                                              |
| 2016–2017 | Kōtetsujō no Kabaneri: Tsudou Hikari Kōtetsujō no Kabaneri: Moeru Inochi                                                              | Araki Tetsurō                  | 2       | Thuật lại nội dung của Kōtetsujō no Kabaneri                                      |
| 2017–2018 | Donten ni Warau: Ketsubetsu, Yamainu no Chikai Donten ni Warau: Shukumei, Soutou no Fuuma Donten ni Warau: Ouka, Tenbou no Kakehashii | Wakano Tetsuya                 | 3       | Chuyển thể từ manga của Karakara-Kemuri.                                          |
| 2018      | Shingeki no Kyojin: Kakusei no Houkou                                                                                                 | Tetsurō Araki Masashi Koizuka  | 1       | Thuật lại nội dung của mùa anime thứ hai.                                         |
| 2018      | Pokémon the Movie: Sức mạnh của chúng ta                                                                                              | Yajima Tetsuo                  | 1       | Phần tiếp theo của Pokémon the Movie: Tớ chọn cậu, đồng sản xuất với OLM          |
| 2019      | Kōtetsujō no Kabaneri: Unato Kessen                                                                                                   | Araki Tetsurō                  | 1       | Phần tiếp theo của Kōtetsujō no Kabaneri                                          |
| 2020      | Shingeki no Kyojin: Chronicle | Araki Tetsurō, Koizuka Masashi | 1       | Thuật lại nội dung của mùa anime thứ ba.                                          |
| 2022      | Bong bóng | Araki Tetsuro                  | 1       | Tác phẩm nguyên tác.                                                              |
| 2023      | Spy × Family Code: White | Katagiri Takashi               | 1       | Chuyển thể từ manga Spy × Family của Endō Tatsuya; đồng sản xuất với CloverWorks. |

### OVA/ONA
| Năm       | Tựa đề                                         | Đạo diễn                  | Định dạng | Số tập  | Chú thích                                                                    |
| --------- | ---------------------------------------------- | ------------------------- | --------- | ------- | ---------------------------------------------------------------------------- |
| 2013–2014 | Shingeki no Kyojin                             |                           | OVA       | 3       |                                                                              |
| 2014–2015 | Shingeki no Kyojin: Kuinaki Sentaku            | Araki Tetsurō             | OVA       | 2       | Ngoại truyện của Đại chiến Titan, chuyển thể từ manga ngoại truyện cùng tên. |
| 2016      | Star Fox Zero: The Battle Begins               | Asano Kyoji               | ONA       | 1       | Phim ngắn chuyển thể từ trò chơi Star Fox Zero                               |
| 2016–2017 | Mahō Tsukai no Yome: Hoshi Matsu Hito          | Naganuma Norihiro         | OVA       | 3       | Chuyển thể từ manga của Yamazaki Kore                                        |
| 2017–2018 | Shingeki no Kyojin: Lost Girls                 | Koizuka Masashi           | OVA       | 3       | Chuyển thể từ tiểu thuyết cùng tên của Seko Hiroshi                          |
| 2019-2022 | Totsukuni no Shōjo                             | Kubo Yūtaro, Maiya Satomi | OVA       | 2       | Chuyển thể từ manga cùng tên của Nagabe.                                     |
| 2021–2022 | The Missing 8                                  | Yoshibe Naoki             | ONA       | 8       | Dựa trên video âm nhạc của Fuzi.                                             |
| 2022      | Ma cà rồng trong khu vườn                      | Makihara Ryōtarō          | ONA       | 5       | Anime nguyên tác chiếu trên Netflix.                                         |
| 2022      | Pokemon Legends Arceus: Yuki Hodo Kishi Futaai | Ken Yamamoto              | ONA       | 3       | Dựa trên trò chơi Pokémon Legends: Arceus của Nintendo.                      |
| 2023      | Fuyu no Okurimono                              | Terasawa Kazuaki          | ONA       | 1       | Tác phẩm nguyên tác.                                                         |
| 2023      | Hōkago no Breath                               | Takeshita Ryohei          | ONA       | 4       | Dựa trên trò chơi điện tử Pokémon Scarlet và Violet.                         |
| 2024      | Moonrise                                       | Koizuka Masashi           | ONA       | Chưa rõ | Anime nguyên tác công chiếu trên Netflix.                                    |
| 2024      | Great Pretender razbliuto                      | Kaburagi Hiro             | ONA       | 4       | Phần tiếp theo của Great Pretender.                                          |
| 2024      | Grimm Kumikyoku                                | Nhiều đạo diễn            | ONA       | 6       | Dựa trên các câu chuyện cổ tích của Anh em nhà Grimm.                        |
| Chưa rõ   | The One Piece                                  | Koizuka Masashi           | ONA       | Chưa rõ | Dựa theo manga One Piece.                                                    |

### Trò chơi điện tử
| Năm  | Tiêu đề                                       | Nhà xuất bản     | Định dạng    | Chú thích                 |
| ---- | --------------------------------------------- | ---------------- | ------------ | ------------------------- |
| 2017 | Tales of the Rays                             | Bandai Namco     | Game mobile  | Hoạt ảnh mở đầu/Phân cảnh |
| 2018 | Kōtetsujō no Kabaneri -Ran- Hajimaru Michiato | DMM Games        | Game mobile  | Hoạt hình mở đầu          |
| 2018 | BlazBlue: Cross Tag Battle                    | Arc System Works | Game console | Hoạt ảnh mở đầu           |
| 2018 | Princess Connect! Re:Dive                     | Cygames          | Game mobile  | Hoạt ảnh mở đầu/Phân cảnh |

### Video âm nhạc
| Năm  | Tiêu đề                                              | Nghệ sĩ                  | Đạo diễn         | Nguồn  |
| ---- | ---------------------------------------------------- | ------------------------ | ---------------- | ------ |
| 2019 | Bokura Mada Underground (僕らまだアンダーグラウンド) | Eve                      | Yoda Nobutaka    | [ 24 ] |
| 2019 | Kiminisekai (君に世界)                               | Eve                      | Yoda Nobutaka    | [ 25 ] |
| 2020 | "Blue: Line Step Brush"                              | Under Graph              | Saitō Kengo      | [ 26 ] |
| 2020 | "Sakugasaku" (サクガサク)                            | Uchikubi Gokumon Dōkōkai | Asano Kyōji      | [ 27 ] |
| 2024 | "Go-Getters"                                         | Mori Calliope            | Horiuchi Takashi | [ 28 ] |